# Instituțiile provizorii de auto-guvernare
Instituțiile provizorii de auto-guvernare (albaneză Institucionet e përkohshme të vetëqeverisjes; sârbă Привремене институције самоуправе, cu alfabetul latin: Privremene institucije samouprave) sau PSIG (în engleză) sunt corpurile administrative locale înființate de administrația Națiunilor Unite (UNMIK) în provincie în conformitate cu termenii Rezoluției 1244.